# Malkoçoğlu Ölüm Fedaileri
Malkoçoğlu Ölüm Fedaileri es una película turca de 1971 dirigida y escrita por Remzi Jönturk. Protagonizada por Cüneyt Arkın, Leyla Selimi, Oya Peri, Talat Hussein y Danyal Topatan, fue estrenada el 1 de enero de 1972 en las salas de cine turcas.

## Sinopsis
A finales del siglo XIV en Europa, cuatro jinetes unen fuerzas con dos asaltantes otomanos con el claro objetivo de detener a una facción del ejército cruzado. Aunque son superados en número, demostrarán que la unión hace la fuerza.

## Reparto
- Cüneyt Arkın ... Malkoçoğlu
- Leyla Selimi (Lili Rezvani) ... Elza
- Oya Peri ... Elen
- Talat Hussain ... Polat
- Tüncer Necmioğlu ... Arnold
- Ahmet Danyal Topatan ... Gökçe
- Yasar Güçlü ... Rodrik
- Aydin Tezel ... Don Castillas
- Kamyab Kasravi ... Koca Kurt Samsa